# Bayırköy, Bilecik
Bayırköy là một thị trấn thuộc thành phố Bilecik, tỉnh Bilecik, Thổ Nhĩ Kỳ. Dân số thời điểm năm 2011 là 1.942 người.